# 500 de ani ai Dinastiei Joseon: Regele Palatului Chudong

## Detalii
- Titlu original: 추동궁 마마 / Chudonggung Mama /Regele Palatului Chudong
- Gen: istoric
- Televiziune transmitatoare: MBC
- Perioada de transmisie: 31 martie - 1 iulie  1983

## Sinopsis
Această dramă este începutul seriei 500 de ani ai Dinastiei Joseon acoperind căderea Goryo și fondarea Dinastiei Joseon Taejo, precum și domniile ulterioare ale fiilor și Taejong Jeongjong.

## Distribuție
- Kim Mu Saeng -Regele Taejo / Lee Sung Gye
- Kim So Won (김소원) Regina Shinui
- Kim Jung Yeon (김정연) Regina Shindeok
- Lee Young Hoo Regele Jeongjong / Lee Bang Gwa
- Kim Hae Sook Regina Jeongan
- Lee Jung Gil Regele Taejong / Lee Bang Won
- Kim Young Ran Regina Wongyeong
- Kim Joo Young MArele Print Hoean / Lee Bang Gan
- Im Young Gyu (임영규) Buma Yije
- Kim Gil Ho  Choi Young
- Lee Dae Ro  Lee Saek
- Lee Ho Jae  Jeong Do Jeon
- Byun Hee Bong  Nam Eun
- Hyun Suk Jo Joon
- Shin Choong Shik  Ha Ryun
- Kang Sung Wook (강성욱)  Min Je
- Kim Hee Ra (김희라)  Lee Suk Beon
- Baek In Chul (백인철)  Mok In Hae
- Gook Jung Hwan (국정환)  Lee Ji Ran

- Producator:
- Director: Lee Byung Hoon
- Scenarist: Shin Bong Seung